# Birgitta Jónsdóttir

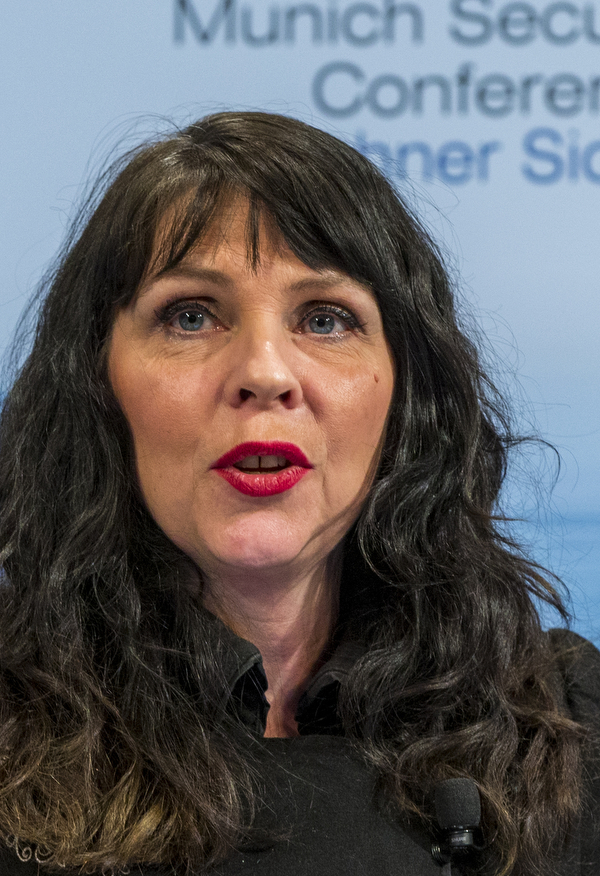
Birgitta Jónsdóttir während der 52. MSC 2016

Birgitta Jónsdóttir (* 17. April 1967 in Reykjavík) ist eine isländische Politikerin. Sie war von 2012 bis 2013 die erste Vorsitzende der isländischen Piratenpartei Píratar und hatte dieses Amt von 2014 bis 2015 erneut inne. Von 2013 bis Januar 2017 war sie mit Unterbrechungen Fraktionsvorsitzende der Píratar im isländischen Parlament Althing. Mit Stand Mitte September 2017 hatte sie letzteres Amt wieder inne. Sie trat zur vorgezogenen Parlamentswahl in Island 2017 nicht mehr an und erklärte in der Folge, sich vorerst aus der Politik zurückziehen zu wollen. 2021 trat sie der Sozialistischen Partei Islands bei.

## Isländische Politik
Birgitta Jónsdóttir wurde 2009 im Wahlkreis Reykjavík-Süd für die Partei Bürgerbewegung in das isländische Parlament Althing gewählt. Sie war von 2009 bis 2010 zunächst Fraktionsvorsitzende der Bürgerbewegung, dann ihrer Abspaltung Hreyfingin („Die Bewegung“). Von 2013 bis 2014 war sie Fraktionsvorsitzende der Píratar, als welche sie auch seit 2015 wieder amtierte, nachdem 2014–2015 Helgi Hrafn Gunnarsson diese Position innehatte. Helgi Hrafn Gunnarsson seinerseits folgte ihr 2015 in das jährlich rotierende Amt als Píratar-Parteivorsitzender nach, das sie 2012–2013 und 2014–2015 innehatte. Birgitta Jónsdóttir war zudem Sprecherin der Bewegung für ein neues isländisches Pressegesetz (Icelandic Modern Media Initiative, IMMI). Im Jahr 2016 wurde aufgrund der Umfrage-Erfolge der Píratar öffentlich spekuliert, Birgitta könne die zukünftige Regierungschefin Islands werden, sie sagte jedoch, sie strebe eher das Amt der Parlamentspräsidentin an und wolle von diesem Posten aus einen „demokratischen Wandel“ anstreben. Für sie sei Island ein „Testlauf für eine radikale Umbruchsbewegung“. Die Partei fordert die internationale Legalisierung von Wikileaks, Asyl für Edward Snowden, ein Grundeinkommen für alle, eine konsequente Bekämpfung des Klimawandels und die Legalisierung von Drogen. Auf lokaler Ebene experimentieren Islands Piraten mit Liquid Democracy, also direkter Bürgerbeteiligung bei Entscheidungen.

## WikiLeaks
Birgitta Jónsdóttir unterstützt offen WikiLeaks, äußerte aber auch Kritik an Julian Assange, der ihrer Meinung nach zu sehr im Mittelpunkt der Aufmerksamkeit stehe. Sie war an der Veröffentlichung des Videos Collateral Murder beteiligt, das US-amerikanische Luftangriffe vom 12. Juli 2007 in Bagdad aus der Sicht einer Bordkamera und damit des Schützen zeigt. Sie wird im Abspann des Videos als „co-producer, script“ genannt.
Birgitta Jónsdóttir war 2011 Mitgründerin der später wieder eingestellten Enthüllungsplattform GreenLeaks.org.
Anfang Januar 2011 wurde bekannt, dass Birgitta Jónsdóttir zusammen mit Jacob Appelbaum und anderen Unterstützern von WikiLeaks von einem Auskunftsersuchen, einer sogenannten „Subpoena“ betroffen war, mit dem das Justizministerium der USA Zugriff auf ihre bei Twitter gespeicherten persönlichen Daten erlangen wollte. Birgitta zog darauf einen Anwalt und den Justizminister ihres Landes hinzu. Sie bezeichnete die Bemühungen des US-Justizministers als „völlig inakzeptabel“ und kündigte ein Treffen mit dem US-amerikanischen Botschafter in Island an. Am 9. Januar 2011 wurde dieser in der Angelegenheit von der isländischen Regierung ins Außenministerium zitiert und musste sich erklären. Die Herausgabe der Daten konnte jedoch weder diplomatisch noch juristisch verhindert werden. Ein Gericht im US-Staat Virginia wies Twitter an, die Daten zu den Konten von drei Wiki-Leaks-Unterstützern, u. a. auch von Brigitta Jónsdóttir, herauszugeben. Ihre Anwälte rieten ihr in der Folge ab, in die USA zu reisen. Trotz des Risikos dort von den US-Behörden festgenommen zu werden, reiste Brigitta Jónsdóttir im Jahr 2013 in die USA und blieb dort aber von den US-Behörden unbehelligt. Eine Anklage wurde trotz der Ermittlungen gegen sie nicht erhoben.